# Новорождественское (Кемеровская область)
Новорождественское — село в Прокопьевском районе Кемеровской области. Входит в состав Калачёвского сельского поселения.

## География
Центральная часть населённого пункта расположена на высоте 289 метров над уровнем моря.

## Население
По данным Всероссийской переписи населения 2010 года, в селе Новорождественское проживает 264 человека (123 мужчины, 141 женщина).